# Ridin' High (8Ball & MJG)
Ridin High è il settimo album inciso dal duo rap 8Ball & MJG. Al disco hanno partecipato stelle dell'attuale southern hip hop, ricordiamo ad esempio Yung Joc e Project Pat. Uno dei singoli che ha riscosso più successo è Relax and Take Notes, brano nel quale si ricorda The Notorious B.I.G..

## Lista tracce
| #  | Titolo                      | Produttore/i                   | Collaboratore/i             | Durata |
| -- | --------------------------- | ------------------------------ | --------------------------- | ------ |
| 1  | "Intro"                     | Danja                          | -                           | 0:48   |
| 2  | "Relax and Take Notes"      | DJ Nasty & LVM                 | Project Pat                 | 4:51   |
| 3  | "Ridin' High"               | Bigg D                         | Diddy                       | 4:18   |
| 4  | "Turn Up The Bump"          | Danja                          | -                           | 4:29   |
| 5  | "Cruzin' "                  | Midnite Black                  | Three 6 Mafia & Slim of 112 | 5:20   |
| 6  | "Whatchu Gonna Do"          | Midnite Black                  | Pimp C                      | 4:50   |
| 7  | "30 Rocks"                  | SoulDiggaz                     | Diddy                       | 4:23   |
| 8  | "Blow Job (Interlude)"      | MJG & Big Du                   | -                           | 1:33   |
| 9  | "Hickory Dickory Dock"      | Shawty Redd                    | -                           | 4:53   |
| 10 | "Runnin' Out Of Bud"        | Drum Majors                    | Killer Mike                 | 5:13   |
| 11 | "Clap On"                   | Gorilla Zoe                    | Yung Joc                    | 3:50   |
| 12 | "Alcohol, Pussy & Weed"     | Diddy & Mario Winans           | -                           | 3:37   |
| 13 | "Pimpin' (Interlude)"       | Rad                            | -                           | 0:30   |
| 14 | "Pimpin' Don't Fail Me Now" | Jazze Pha                      | Jazze Pha & Juvenile        | 3:56   |
| 15 | "Worldwide"                 | DJ Toomp                       | -                           | 4:26   |
| 16 | "Take It Off"               | Midnite Black                  | Poo Bear                    | 5:22   |
| 17 | "Memphis"                   | B-Rock                         | Al Kapone                   | 3:59   |
| 18 | "Get Low"                   | Shondrae "Bangladesh" Crawford | -                           | 4:00   |
| 19 | "Stand Up"                  | C.K.P.                         | -                           | 4:20   |